# Caulolatilus cyanops
Caulolatilus cyanops es una especie de pez del género Caulolatilus, familia Malacanthidae. Fue descrita científicamente por Poey en 1866.
Se distribuye por el Atlántico Occidental: Carolina del Norte y Florida EE. UU., Bermudas, Cuba, Yucatán (México), Puerto Rico, Antillas Menores, Nicaragua, Colombia y Venezuela. La longitud total (TL) es de 60 centímetros con un peso máximo de 11 kilogramos. Habita en fondos arenosos y fangosos y se alimenta de invertebrados y pequeños peces. Puede alcanzar los 495 metros de profundidad.
Está clasificada como una especie marina inofensiva para el ser humano. Su carne es muy apreciada y comercializada.